# Пилс (остров)
Остров Пилс (латыш. Pils Sala) — остров, расположенный на реке Лиелупе, является частью города Елгава.

## Достопримечательности
На острове расположен Митавский дворец, возведенный архитектором императрицы Анны Иоанновны Бартоломео Растрелли для герцога Курляндии Эрнста Бирона.